# Chalcomitra
Chalcomitra – rodzaj ptaków z rodziny nektarników (Nectariniidae).

## Występowanie
Rodzaj obejmuje gatunki występujące w Afryce Subsaharyjskiej i na Sokotrze.

## Morfologia
Długość ciała 11,5–15 cm; masa ciała 6,5–18,5 g.

## Systematyka

### Etymologia
- Chalcomitra: gr. χαλκομιτρος khalkomitros – „noszący brązową opaskę”, od χαλκος khalkos – „brązowy”; μιτρα mitra – „diadem”[5].

### Podział systematyczny
Do rodzaju należą następujące gatunki:
- Chalcomitra adelberti (Gervais, 1834) – nektarnik kasztanowaty
- Chalcomitra fuliginosa (Shaw, 1812) – nektarnik czekoladowy
- Chalcomitra rubescens (Vieillot, 1819) – nektarnik zielonogardły
- Chalcomitra amethystina (Shaw, 1812) – nektarnik ametystowy
- Chalcomitra senegalensis (Linnaeus, 1766) – nektarnik szkarłatny
- Chalcomitra hunteri (Shelley, 1889) – nektarnik fartuszkowy
- Chalcomitra balfouri (P.L. Sclater & Hartlaub, 1881) – nektarnik plamisty